# تفجير مسجد الإمام الصادق 2015
تفجير مسجد الإمام الصادق في حي الصوابر في دولة الكويت هو تفجير انتحاري نفذه أحد عناصر تنظيم الدولة الإسلامية (داعش) في أحد مساجد الشيعة ووقع التفجير الانتحاري في 26 يونيو 2015 الموافق 9 رمضان 1436، وذلك أثناء أداء صلاة الجمعة. نتج عن الحادثة مقتل ما لا يقل عن 27 شخصًا كلهم من الشيعة، وجرح 227 شخصًا على الأقل. حضر أمير الكويت الشيخ صباح الأحمد الجابر الصباح موقع الحادثة بعد دقائق من وقوعها. تبنى تنظيم الدولة الإسلامية (داعش) التفجير، وأطلق على من قام بالتفجير اسم «أبو سليمان المُوحِّد». أعلنت وزارة الداخلية الكويتية في بيان لها لاحقًا أن من قام بالعملية الانتحارية هو فهد بن سليمان بن عبد المحسن القباع وهو مسلم سني سعودي الجنسية ودخل عن طريق مطار الكويت في نفس اليوم الذي حصل فيه التفجير الانتحاري.

## خلفية
كان آخر هجوم إرهابي مُشابه قد وقع عام 1985، وهي سلسلة من التفجيرات وقعت في المقاهي الشعبية حيث سقط عدد من الضحايا. التوتُّرات الطائفية مُنخفضة جدًّا في الكويت، عطفاً على أن الحكومة الكويتية لا تقوم بالتمييز الطائفي على المنتمين لهذا المذهب.
مسجد الإمام جعفر الصادق هو مسجد يرتاده الشيعة ويُعدُّ من أقدم المساجد وأكبرها، يقع في حي الصوابر في منطقة شرق في محافظة العاصمة في الكويت.
هذا الهجوم جزء من هجمات تنظيم الدولة الإسلامية المعروف اختصارًا بـداعش، حيث يعتبر التنظيم الشيعة مُشركين ومبتدعة. في أواخر مايو 2015، نشر التنظيم تسجيلًا صوتيًّا يدعو فيها لإخلاء الجزيرة العربية من الشيعة.

## تفاصيل الحادثة
أثناء أداء صلاة الجمعة في التاسع من رمضان عام 1436، دخل فهد القباع المسجد أثناء الصلاة وذهب للصفوف الأخيرة من الجناح الأيمن وفجر الحزام الناسف الذي كان يرتديه حول بطنه. قُتل ثمانية أشخاص على الأقل مباشرة بعد التفجير الذي دمَّر بنية المسجد وحوائطه. النائب في مجلس الأمة خليل الصالح الذي كان مُتواجدًا ذكر أن عدد المصلِّين كانوا حوالي الألفين، وأن التفجير كان شديدًا جدًّا ودمر السقف والجدران. يُذكر أن مُرتكبي الجريمة كانوا قد اختارو هذا المسجد لكبر حجمه وكثرة عدد المصلين فيه.

### القتلى
قُتل جرًّاء الحادثة حوالي 27 شخصًا، كان جلهم من الكويتيين، بالإضافة لثلاثة إيرانيين وهنديَيْن وسُعوديّ. وباكستاني وبدون. وجُرح في الحادثة حوالي 227 شخصًا، بقي منهم في المستشفيات حوالي 40 لغاية يوم 28 يونيو. أُرسل ثمانية من الضحايا للدفن في مقبرة وادي السلام في النجف الأشرف بأوامر أميريَّة عبر طائرة حكوميًّة. كان من بين الضحايا الممثل الكويتي عبد الحميد الرفاعي، بالإضافة لأستاذ علم النفس في جامعة الكويت الدكتور جاسم الخواجة.

## ضحايا الحادثة
أسفر التفجير عن مقتل 27 شخصاً:
| - محمد حسن علي الحاضر - طالب محمد صالح - عبد الله حسن سليمان الصايغ - محمد حسن علي الخواجة - جعفر محمد رضا الصفار - حسين إسماعيل - صادق جعفر طاهر حسين | - علي محمد علي الخواجة - علي جعفر محمد الفيلي - محمد احمد الجعفر - جاسم محمد الخواجة - طاهر سلمان بوحمد - عبد العزيز علي الحرز - يوسف عبد الرزاق العطار | - مكي تركي مكي القلاف - محمد سليمان البحراني - علي ربيع الناصر - عبد الحميد الرفاعي - قيس حبيب المطوع - ابن عباس ابن علي - حسين إبراهيم الشيخ | - محمد سعيد المطرودي - سبتي جاسم حسن السعد - غلام حسن محمد نقي - محمد رضا محمد علي - عبد الحميد سيد محمد - رضوان حسين |

## تبني العملية والتحقيق
تبنَّى تنظيم داعش العملية، وأطلق على منفذها اسم أبو سليمان المُوحَّد. خلال 24 ساعة، كانت السلطات الكويتيَّة قد اعتقلت 3 من مرتكبي الجريمة وهم مالك السيارة والشخص الذي قاد الإرهابي إلى المسجد فيها وصاحب المنزل الذي مكث الإرهابي فيه يومها، والذي كشفت التحقيقات الأولية أنه [مالك المنزل] من داعمي «الفكر المُتطرِّف المنحرف»، وجميعهم من البدون - المقيمون بصورة غير قانونيَّة - ما عدا مالك المنزل. بعد يومين من الحادثة، كشفت وزارة الداخلية الكويتيَّة هويَّة المُنتحر مُنفِّذ العملية، فهد بن سليمان بن عبد المحسن القبَّاع (وُلد في 1992)، سعودي الجنسية. ذكر التقرير أن الإرهابي كان قد قدم إلى الكويت في نفس يوم ارتكاب الجريمة من السعودية عبر المطار.
سائق المركبة الذي تولى توصيل الإرهابي إلى مسجد الإمام الصادق ولاذ بالفرار بعد التفجير مباشرة يقيم بطريقة غير قانونية بالكويت ويدعى عبد الرحمن صباح عيدان سعود ويبلغ من العمر 26 عامًا وكان مختبأ بأحد المنازل في منطقة الرقة. كما ألقت وزارة الداخلية القبض على صاحب المنزل الذي آوى سائق المركبة وأوضحت الوزارة في بيان بإن صاحب المنزل كويتي الجنسية يبلغ من العمر 47 عاماً ويحمل نفس الفكر الإرهابي المتطرف بالإضافة إلى مالك السيارة وهو من المقيمين بصورة غير قانونية ويبلغ من العمر 27 عاماً.
كشفت التحقيقات أن الخلية كانت قد تلقَّت أوامر عليا للقيام بعمليَّة «تهز الكويت» قبل 20 يومًا من الحادثة وتركت لهم حُريَّة اختيار الزمان والمكان. بعد تحديد موقع العملية، قاموا بالتواصل مع قيادات التنظيم وإبلاغهم بتفاصيل العملية، وتفقَّدوا المسجد لمدة أسبوعين. سلاح الجريمة كان قد وصل برًّا من السعودية من قِبل الدواعش القاطنين في الأراضي السعودية. ذكرت الخلية أن سبب اختيار مسجد الإمام الصادق هو كثرة المصلين فيها.
قبضت السلطات السعودية على أخوين مُتَّهمين في توصيل المتفجِّرات. سلمت النيابة العامة الكويتية 29 مُتَّهمًا في الحادثة للماحكمة - بدون وكويتيون وسعوديون وباكستانيون - يزال أحدهم هاربًا، مطالبة بعقوبة الإعدام لأحد عشر شخصًا منهم.
في جلستها الأخيرة، حكمت محكمة الجنايات بإعدام سبعة أشخاص (5 غيابيًّا)، وأحكام بالسجن تراوحت بين سنتين و15 سنة، وتبرئة 14 مُتَّهمًا.
في 27 يوليو 2023، تم تنفيذ حكم الإعدام بحق عبدالرحمن صباح عيدان (من البدون) المتهم الرئيسي في تفجير مسجد الإمام الصادق.

## ما بعد الحادثة
كان أمير البلاد الشيخ صباح الأحمد الجابر الصباح في موقع الحادثة بعد دقائق من وقوعها. نُشرت عدة صور في مواقع التواصل الاجتماعي، منها لأشخاص خارج المسجد ملطخة ثيابهم بالدماء، وأخرى للقتلى في أكياس الموتى، وثالثة للدمار الذي حلَّ بالمسجد.
- أُطلقت نداءات للتبرع بالدم، وفتح بنك الدم الكويتي أبوابه للمتبرعين.[35][36] تم رفض العديد من المتبرعين بعد فترة قصيرة بسبب الاكتفاء، وسط وعود باستقبالهم بعد الإفطار.[37]
- تم نقل مجموعة من المصابين لمستشفيات أخرى مثل (المستشفى الأميري، مستشفى العدان، مستشفى مبارك الكبير، مستشفى الفروانية، مستشفى الصباح).[38]
- أصدرت الطوارئ الطبية تقرير أولى الذي أفاد بنقل 25 حالة إلى المستشفيات، ووفاة 13 حالة.
- استجاب للبلاغ عدد 35 سيارة اسعاف و4 سيارات اسعاف من الحرس الوطني.[38]
- أعلنت عدد من المستشفيات الخاصة في الكويت استعدادها لاستقبال المصابين مجَّانًا، منها مستشفى السيف ومستشفى الهادي ومستشفى الفضالة ومستشفى طيبة. مستشفى شتوتغارت في ألمانيا أعلن كذلك عن استعداده علاج المصابين مجَّانًا، ومن المخطط أن ترسل بعض الحالات للعلاج هناك في غضون ثلاثة أيام. مجموعة مستشفيات فيفانتس الألمانيَّة أعلنت عن إرسال عدد من الأطباء في مختلف التخصصات للكويت.[39]

## التشييع والعزاء
أُقيم العزاء في مسجد الدولة الكبير، أكبر مسجد في الدولة، وهو تابع للطائفة السُنيَّة، في 27 يونيو. حضر العزاء كل من الأمير وولي العهد ورئيس مجلس الوزراء ورئيس مجلس الوزراء السابق والوزراء وبعض أعضاء مجلس الأمة وشخصيات ذات مراتب عليا. قدرَّت صحيفة كويت تايمز عدد حاصري التشييع بـ35,000، بينما اكتفت بقية الصحف بتقديرهم بـ«الآلاف»، كانوا من المواطنين والمقيمين ومواطني دول مجلس التعاون الخليجي. كان عدد من المسعفين متواجدين في مواقع التشييع في حالات الإغماء بسبب الحرارة الشديدة التي وصلت لـ45 درجة سيليزية.

## ردود الفعل

### المحلية
- حضر أمير الكويت الشيخ صباح الأحمد الصباح شخصيًّا موقع الحادثة بعد فترة قصيرة من وقوعها.[5]
- من المخطط أن يعقد مجلس الوزراء الكويتي اجتماعًا «لبحث تداعيات الانفجار».[42] كان الأمير قد حُذِّر من خطورة تواجده في الموقع، فأجاب قائلًا «هذولا عيالي».[43]
- وصف وزير العدل ووزير الأوقاف والشؤون الإسلامية يعقوب الصانع التفجير بأنه «عمل ارهابي واجرامي يهدد امننا ويعمل على تمزيق الوحدة الوطنية»، مضيفًا أن الكويت كانت وستظل واحة أمن وأمان لجميع مكونات المجتمع الكويتي وجميع الطوائف الموجودة فيها مؤكدا اتخاذ الحكومة العديد من الإجراءات لحماية دور العبادة والمساجد.[44][45]

أعضاء مجلس الأمة
- حضر رئيس مجلس الأمة مرزوق الغانم موقع الحادثة شخصيًّا، ودعا لاجتماع طارئ.[46][47]

### الدولية
- الأمم المتحدة : أدانت الأمم المتحدة بأشد العبارات التفجير الإرهابي التي راح ضحيته 27 شخصا في مسجد (الامام الصادق) في دولة الكويت. وقالت الأمم المتحدة في بيان صحفي ان الأمين العام للأمم المتحدة بان كي مون يستنكر تلك الهجمات الإرهابية التي وقعت أيضا في تونس وأخرى في فرنسا واصفا إياها بجرائم «شنيعة ستقوي بدلا من أضعاف المجتمع الدولي والأمم المتحدة للقضاء على اللذين يريدون القتل والدمار للحضارة الإنسانية».[48]
- مجلس التعاون الخليجي: أدانت دول مجلس التعاون لدول الخليج العربية حادث التفجير الانتحاري الذي استهدف مسجد الإمام الصادق بحي الصوابر في مدينة الكويت، وأسفر عن استشهاد وجرح عدد من المواطنين الأبرياء الذين كانوا يؤدون صلاة الجمعة في أمن وأمان. ووصف الأمين العام لمجلس التعاون عبد اللطيف الزياني هذا الحادث الإرهابي بأنه جريمة مروعة تتنافى مع كل القيم والمبادئ الإسلامية والأخلاقية، مؤكداً وقوف دول مجلس التعاون ومساندتها لكل ما تتخذه دولة الكويت من إجراءات لحماية أمنها واستقرارها.[49]
- الجامعة العربية: دان الأمين العام للجامعة العربية، نبيل العربي، اليوم الجمعة، التفجير الإرهابي الذي استهدف مسجد الامام الصادق بمنطقة الصوابر في الكويت، أثناء صلاة ظهر الجمعة. وقدم العربي، في بيان له، اليوم، التعازي لأمير الكويت، وحكومته وشعبه، مشددا على أن هذه الأعمال الإرهابية التي تستهدف المصلين الأبرياء هي جرائم تتنافى مع كافة القيم الدينية.[50]
- السعودية: دانت السعودية حادث التفجير في دولة الكويت، وبعث خادم الحرمين الشريفين الملك سلمان بن عبدالعزيز آل سعود برقية عزاء ومواساة لصاحب السمو الشيخ صباح الأحمد الجابر الصباح أمير دولة الكويت إثر حادث التفجير الإرهابي الذي استهدف أحد المساجد في الكويت، كذلك بعث ولي العهد الأمير محمد بن نايف آل سعود برقية مماثلة.[51]
- هيئة كبار العلماء بالسعودية: أدانت الأمانة العامة لهيئة كبار العلماء بشدة التفجير الإرهابي الآثم الذي أوقع عددًا من القتلى والجرحى في مسجد الإمام الصادق بدولة الكويت الشقيقة، ويأتي استمرارا لمحاولات العبث وضرب الوحدة الوطنية واستقرار دول مجلس التعاون لدول الخليج العربية. وشددت على أن هذا التفجير الإرهابي انتهك جميع الحرمات، حرمة الدين والإنسان، وحرمة الزمان والمكان، وأن من نفذه ومن يقف وراءه قد باء بإثم عظيم وارتكب عددًا من كبائر الذنوب بإجماع علماء المسلمين.[52]
- الجامع الأزهر: أدان شيخ الأزهر الدكتور أحمد الطيب، التفجير الإرهابيَّ الآثم الذي استهدف مسجد الإمام الصادق بمنطقة «الصوابر» بالكويت، وأسفر عن وقوع ضحايا ومصابين، وأدى إلى إلحاق أضرارٍ بالمسجد. وأكد الطيب في بيان له اليوم أن مثل هذه الأعمالِ الإجرامية التي لا تُراعي حق البشر في الحياة الآمنة، والتي تنتهك حرمات بيوت الله تخالف تعاليم الإسلام ومبادئه السمحة، بل وجميع الشرائع السماوية والأعراف الإنسانية.[53]
- الإمارات العربية المتحدة: أدان الشيخ عبد الله بن زايد آل نهيان وزير الخارجية الإماراتي بأشد العبارات الجريمة الارهابية البشعة التي استهدفت مسجد الامام الصادق بمنطقة الصوابر بوسط مدينة الكويت اليوم. وأكد في تصريح له وقوف دولة الإمارات الكامل قيادة وحكومة وشعبا مع الشقيقة الكويت قيادة وحكومة وشعبا في مواجهة هذه المحنة المشتركة في الصراع ضد الإرهاب والتطرف.[54]
- حزب الله: أدان «حزب الله» اللبناني بشدة اليوم الجمعة التفجير الذي استهدف مسجد الإمام الصادق في الكويت معتبراً أن هذه الجريمة هي إساءة إلى جميع المسلمين. وقال الحزب في بيان «يدين حزب الله بشدة الجريمة الجديدة التي ارتكبتها عصابات الإجرام والتكفير في مسجد الإمام الصادق (عليه السلام) في الكويت والتي استهدفت مصلين صائمين ساجدين لله تعالى في شهر رمضان المبارك، في ما يشكل أبشع انتهاك لحرمة هذا الشهر الكريم ولبيت من بيوت الله».[55]

## طالع أيضًا
- تفجير القديح 2015
- تفجير العنود 2015
- قائمة الحوادث الإرهابية، 2015